# Johann Konrad Kern
Pour les articles homonymes, voir Kern.
Johann Konrad Kern (né le 11 juin 1808 à Berlingen (canton de Thurgovie) et mort le 14 avril 1888 à Zurich) est un homme d'État suisse. Il a été le premier président du Tribunal fédéral (1848-1850) et 
président du Conseil national en 1850-1851. La Kernstrasse à Zurich, lui doit son nom.

## Débuts

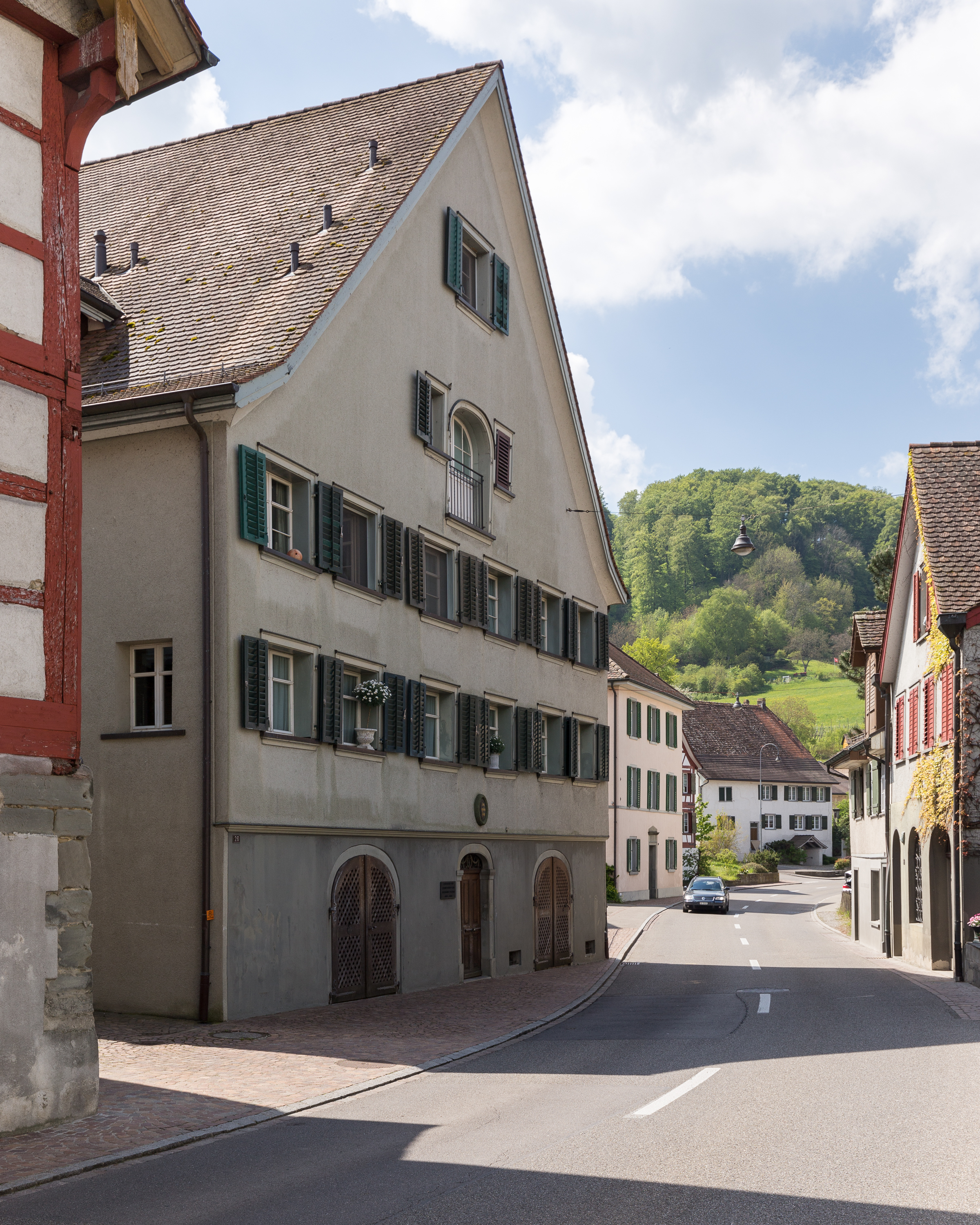
Berlingen, Seestrasse 26, la maison natale de Johann Konrad Kern

Issu d'une famille aisée, il effectue sa scolarité à Diessenhofen et à Zürich avant de s'inscrire, en 1828 à l'université de Bâle, où il étudie brièvement la théologie. Puis, il se rend à l'université de Heidelberg pour y étudier le droit. Il obtient son diplôme avec honneurs en 1830 et entame dès l'année suivante une carrière de juriste à Berlingen

## Carrière politique
En 1834, il épouse Aline Freyenmuth, et s'installe avec elle à Frauenfeld, la capitale de la Thurgovie. Elle est la fille d'un conseiller du gouvernement cantonal, ce qui conduit Kern à s'impliquer dans la vie politique thurgovienne. C'est ainsi qu'il siège au Conseil Cantonal de Thurgovie de 1832 à 1853, dont neuf mandats en tant que président au cours desquels il participe à la révision de la constitution cantonale, rédige son code pénal, et siège au comité d'éducation
Il est représentant de Thurgovie à la Diète fédérale (le conseil des délégués de chaque canton), de 1833 à 1838, de 1840 à 1842, et de 1845 à 1848. En 1848, il est élu au Conseil national dont il assume la présidence en 1850-1851, quittant l'assemblée en 1854. Durant cette période, il est également juge de la Cour suprême fédérale, dont il est président de 1848 à 1850. Il est l'un des contributeurs principaux de la nouvelle Constitution de 1848, la première constitution fédérale de Suisse. En 1854, il joue un rôle décisif dans la fondation de l'université technique fédérale (Eidgenössische Polytechnische Schule devenue par la suite l'École polytechnique fédérale de Zurich (EPFZ). À partir de 1853 et jusqu'en  1857, il est aussi le directeur de la compagnie suisse des chemins de fer du Nord-est.
En 1849 Kern décline le poste d'ambassadeur de Suisse en Autriche, mais plus tard, il sera un représentant de la Suisse à l'étranger. En 1856, il est envoyé à Paris pour participer à la médiation de la Crise de Neuchâtel avec Napoléon III. L'année suivante, il prend officiellement le poste de d'ambassadeur de la Suisse à Paris. Durant son mandat il échoue dans la médiation sur la Guerre franco-prussienne de 1870-1871, mais a fourni une assistance aux ressortissants Suisses vivant dans une France déchirée par la guerre. Il démissionne en 1882.

## Dernières années

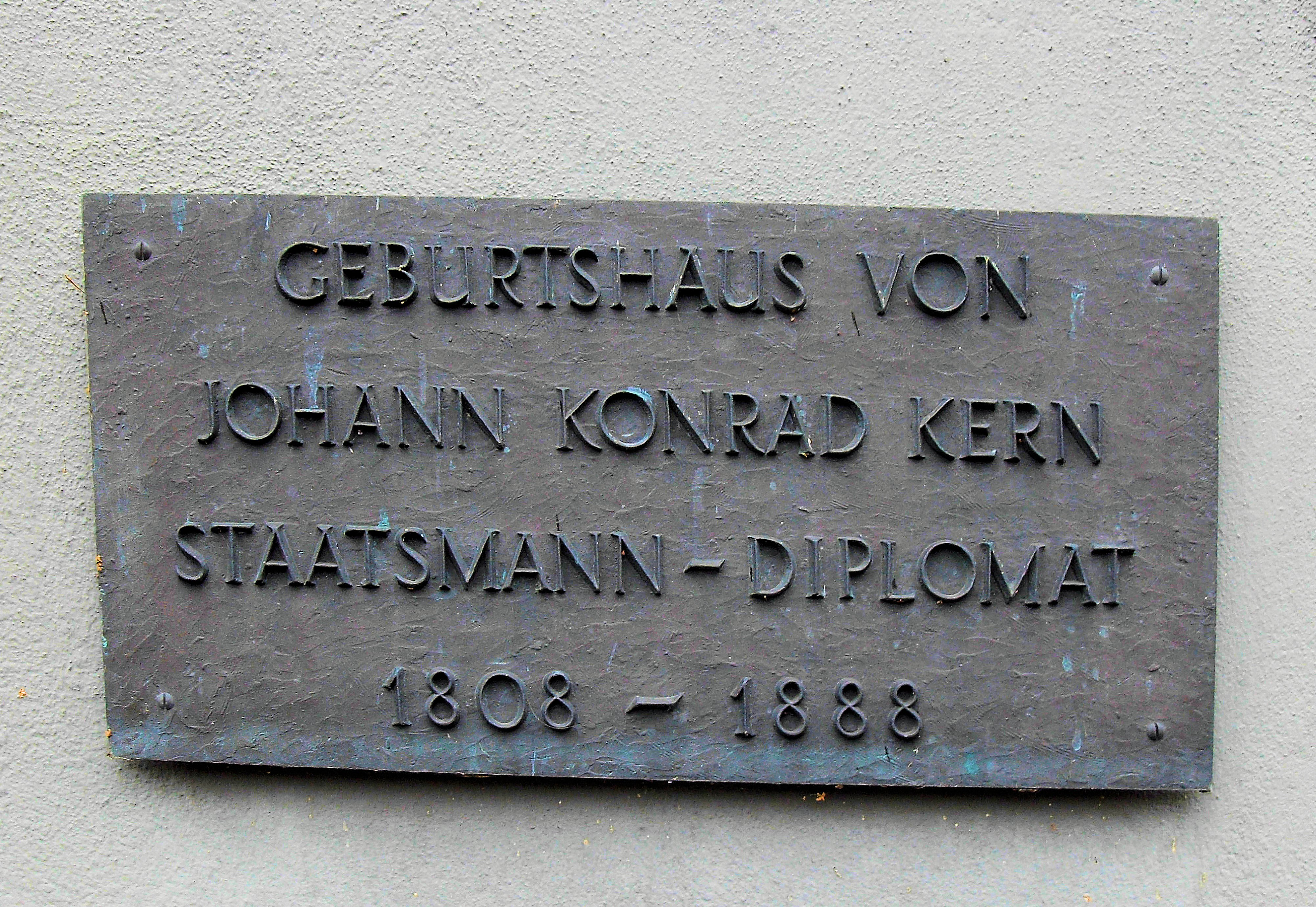
plaque commémorative sur la maison natale de Kern

Après son départ à la retraite, Kern s'installe à Paris de 1883 à 1886 pour écrire les mémoires de ses 50 ans de carrière politique intitulé : Politische Erinnerungen 1833 bis 1883 (Souvenirs politiques de 1833 à 1883. Il retourne ensuite à Zürich, où il meurt d'un accident vasculaire cérébral.